# 統計研究研修所

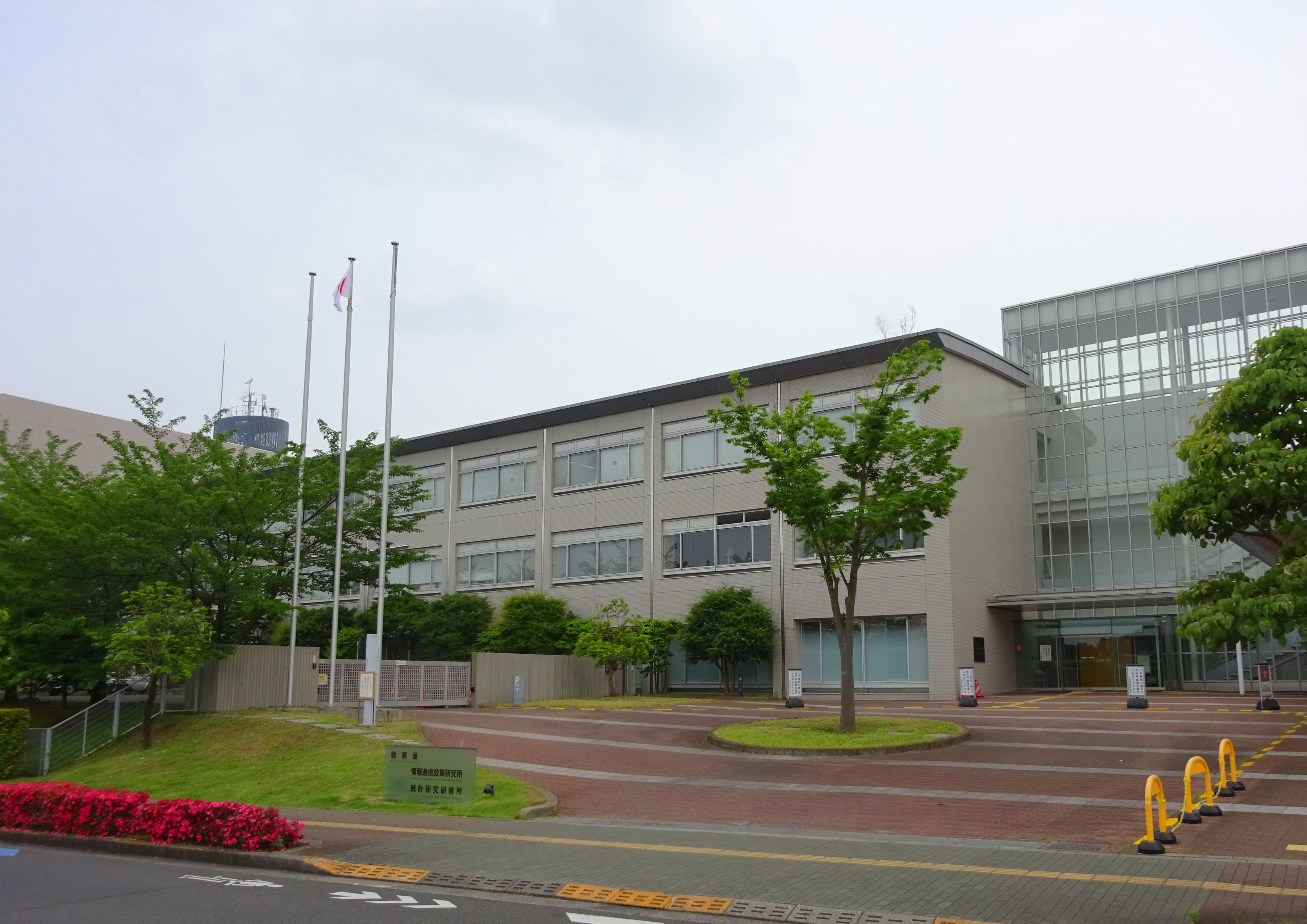
情報通信政策研究所・統計研究研修所

統計研究研修所（とうけいけんきゅうけんしゅうじょ、英語：Statistical Research and Training Institute）は、総務省の施設等機関の一つ。1921年に統計職員養成所として発足し、1971年に統計研修所、2017年に現行の名称となった。東京都国分寺市の情報通信政策研究所内にあり、公務員の統計リテラシーを向上させるための研修と、統計技術に関する研究を行っている。

## 所掌事務
統計研究研修所の所掌事務は下記の通りである（総務省組織令第131条）。
- 統計技術の研究に関すること。
- 国家公務員・地方公務員に対して統計に関する研修を行うこと。

2001年から統計図書館（国立国会図書館の支部図書館のひとつで、当時は「統計図書資料館」という名称）に関する事務と総合統計書の編集を統計局から移管されていたが、これらの事務は2013年に統計局の担当に戻っている(p181)
(p490)。
2018年度から、小・中・高等学校教員等を対象とする「統計指導者講習会」も実施(p362)。また公的統計の匿名データ作成と利用に関して「匿名データ有識者会議」を設置している(pp503,526)。

## 出版物

### 統計研究彙報
統計局が1950年から2001年まで刊行していた『統計局研究彙報』
の後継となる雑誌が『統計研究彙報』
であり、2003年から統計（研究）研修所が発行している。当初は職員の研究成果を発表する媒体であったが、2018年から公的統計に関する論文を公募し、査読を経て掲載する年刊学術誌となった(p523)。

### 総合統計書
統計研修所は2001年から2013年の間、総合統計書の編集・発行を業務としていた。たとえば『日本統計年鑑』の第53回（2004年）から第62回（2013年）は統計研修所が編者となっている。

## 他機関との連携
総務省統計局、総務省政策統括官（統計制度担当）、統計センター
統計調査の実施・分析や統計技術に関する研究について報告する研究会等を合同で行っている。また、各府省や地方公共団体などの統計作成を支援する「統計作成支援センター」を2020年から合同で設置している。(pp523-526)
一橋大学経済研究所
公的統計の調査情報を用いた共同研究を行っている。(p512)
滋賀大学
統計教育に関するセミナー等の開催、講師の派遣・受け入れを行っている。(p512)
慶應義塾大学産業研究所
統計指標の開発等、公的統計の改善ならびに統計リテラシーの向上に関する協力を行っている。(p512)
東京大学経済学研究科
統計指標の開発等、公的統計の改善ならびに統計リテラシーの向上に関する協力を行っている。(p512)
統計数理研究所
共同研究および職員の交流を行っている。(p512)
横浜市立大学
統計教育に関するセミナー等の開催、講師の派遣・受け入れを行っている。(p512)

## 沿革
公的統計の作成に携わる政府職員を養成する機関をつくる構想は1880年代にはあったとされるが、当時それが実現することはなかった。統計職員養成所が設置されたのは、1920年に第1回国勢調査がおこなわれた翌年のことであり、これが現在の統計研究研修所の前身となる。
- 1921年（大正10年）：国勢院第一部（後の内閣統計局）に統計職員養成所設置。[3](p502)
- 1947年（昭和22年）：臨時統計職員養成所を年度限りの機関として総理庁統計局に附置。[3](p502)
- 1948年（昭和23年）：統計職員養成所を恒久的機関として総理庁統計局に附置。[3](p504)
- 1949年（昭和24年）：統計職員養成所を総理府の附属機関とする。[3](p504)
- 1971年（昭和46年）：名称を統計職員養成所から統計研修所に改める。また従来は統計職員のみに限っていた研修対象者の範囲を拡大し行政各部門のすべての職員を対象とする。[2](p148)
- 1978年（昭和53年）：統計局敷地内に統計研修所庁舎を新築し、移転。[3](p509)
- 1984年（昭和59年）：総務庁設置に伴い、統計センターに附置された文教研修施設と位置付けられる。[2](pp151-156) [3](p509)
- 2001年（平成13年）：総務省設置に伴い、統計局から事務の一部が移管される（統計図書館の事務及び総合統計書の編集に関する事務が追加）。
- 2003年（平成15年）：統計センターの独立行政法人化に伴い、統計研修所は総務省に附置された文教研修施設となる。
- 2004年（平成16年）：インターネットを利用した通信研修を開始。[3](p517)
- 2013年（平成25年）：統計図書館および総合統計書に関する事務を総務省統計局統計情報システム課に移管。[2](p181)
- 2014年（平成26年）：事務所を総務省第2庁舎から情報通信政策研究所内に移転。[3](p511)
- 2016年（平成28年）：動画によるオンライン無料講義 (MOOC) 公開開始。[3](p518)
- 2017年（平成29年）：所掌事務に統計技術の研究を追加し、名称を統計研究研修所に変更。[2](pp180-182) [3](p521)

## 組織
- 所長
- 次長
- 管理研修部
  - 管理課
  - 研修企画課
- 研究部
  - 研究開発課
  - 統計作成支援課
- 統括教授